# Polystachya alpina
Polystachya alpina är en orkidéart som beskrevs av John Lindley. Polystachya alpina ingår i släktet Polystachya och familjen orkidéer. Inga underarter finns listade i Catalogue of Life.